# Texoreddellia texensis
Texoreddellia texensis är en insektsart som först beskrevs av Ulrich 1902.  Texoreddellia texensis ingår i släktet Texoreddellia och familjen Nicoletiidae. Inga underarter finns listade i Catalogue of Life.